# John Hancock Center

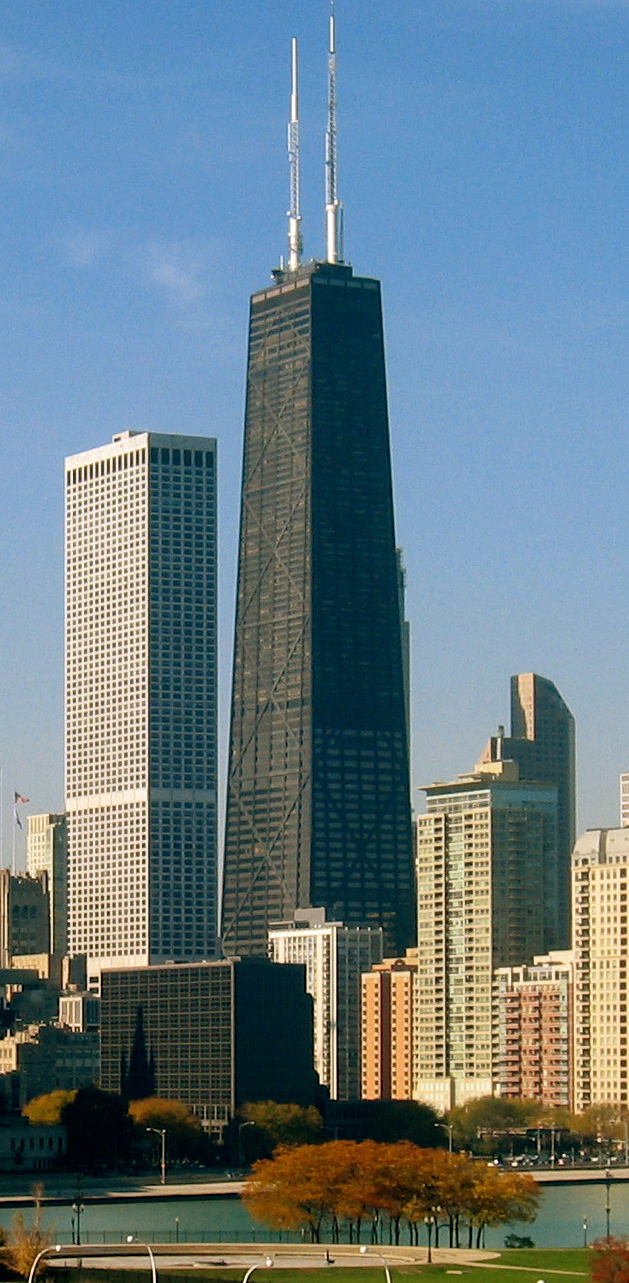

John Hancock Center este un zgârie-nori din Chicago, SUA, cu o înălțime de 457 m cu antenă, fără doar 344 m, terminat în 1969.
1. ↑  archINFORM, accesat în 31 iulie 2018
2. 1 2 3  Library of Congress Authorities, accesat în 9 mai 2022
3. ↑  archINFORM, accesat în 30 iulie 2018
4. 1 2  John Hancock Center, accesat în 9 mai 2022